# A tribute to Marilyn Monroe
A tribute to Marilyn Monroe is een medley uit 1984 van The Star Sisters, de meidengroep die voortkwam uit het Stars on 45-project van Jaap Eggermont.
Deze derde single van The Star Sisters werd in meerdere landen in Europa uitgebracht en belandde alleen in Nederland een week in de Nationale Hitparade, op plaats 33. Na de Tipparade kwam het niet in de Top 40 terecht.

## Samenstelling
De medley is samengesteld uit de volgende nummers van de Amerikaanse actrice en zangeres Marilyn Monroe:
| Nr. | lied                              | duur |
| --- | --------------------------------- | ---- |
| 1.  | My heart belongs to daddy         | 1:15 |
| 2.  | I wanna be loved by you           | 0:52 |
| 3.  | Diamonds are a girl's best friend | 1:32 |

## Nationale Hitparade
| 06-10-1984 | 06-10-1984 | 06-10-1984 |
| Week:      | 1          |            |
| ---------- | ---------- | ---------- |
| Positie:   | 33         |            |